# Norberto Ceresole
Norberto Rafael Ceresole (* August 1943 in Buenos Aires; † 4. Mai 2003) war ein argentinischer Soziologe, Militärberater, Politikwissenschaftler und Rechtsextremist, der mit verschiedenen militanten Gruppen in Peru, Venezuela und Argentinien zusammenarbeitete. Er war außerdem zeitlebens Anhänger des Peronismus. In Lateinamerika ist er vor allem für seine antisemitischen Schriften bekannt.
Zu seinen politischen Weggefährten gehörten unter anderem die Holocaustleugner Robert Faurisson und Roger Garaudy. Ceresole berief sich daneben auch auf Ernst Nolte. Er war außerdem ein enger Vertrauter und zeitweiliger Berater des venezolanischen Politikers Hugo Chávez.

## Leben
Norberto Ceresole studierte in Deutschland, Frankreich und Italien und wurde 1969 bis 1971 Berater von General Juan Velasco Alvarado in Peru.

### Argentinien und Spanien
In den 1970er Jahren gehörte Ceresole zur Montoneros-Guerilla der ERP in Argentinien. Er wechselte 1977 nach Spanien als Sprecher exilierter Peronisten. Er setzte sich öffentlich für eine Allianz Lateinamerikas mit der Sowjetunion ein, wurde in das sowjetische Lateinamerikainstitut der Russischen Akademie der Wissenschaften aufgenommen und befürwortete entsprechende Aktivitäten Salvador Allendes und Manuel Piñeiros.
Nach 1987 wurde er Berater von Aldo Rico und gründete 1994 mit Raúl de Sagastizabal und Exmilitärs der Grupo Albatros das Studienzentrum Centro de Estudios Argentina en el Mundo und begann sich mit dem Putschisten Mohamed Alí Seineldín auszutauschen. Seineldín hatte eine Gruppe argentinischer Militärs, die Carapintadas, gegen Präsident Raúl Alfonsín angeführt. In diesem Zusammenhang kamen erste Treffen mit Hugo Chávez und dessen Mitarbeitern Luis Dávila und Manuel Quijada zustande.
Dem Publizisten Ilan Stavans zufolge hatten die 1992 auf die israelische Botschaft und 1994 auf die Asociación Mutual Israelita Argentina (AMIA) in Buenos Aires verübten Bombenanschläge mit über hundert Toten großen Einfluss auf die ideologische Ausrichtung Ceresoles. Die argentinische Regierung unter Carlos Saúl Menem tat sich bei den Ermittlungen mehr als schwer, einzelne Medien hatten eine Verbindung zum Iran recherchiert. Ceresole unterstellte daraufhin, der Schin Bet sei für die Anschläge verantwortlich gewesen und eine inländische jüdische Verschwörung wolle den Verdacht auf den Iran lenken. Er stellte dies in einem offenen Brief dar und begann Kontakte zum Iran aufzunehmen. Er verließ schließlich auf Anraten seines Anwalts das Land und hielt sich zeitweise im Iran und im Libanon auf. Nach einem in Spanien veröffentlichten Buch über die Hisbollah begann er 1996 und 1997 in mehreren antisemitischen Publikationen, den Holocaust als erpresserisches Vehikel des Judentums darzustellen.

### Rolle in Venezuela
1995 war Ceresole seitens der DISIP unter Präsident Rafael Caldera aus Venezuela ausgewiesen worden, da er Hugo Chávez von 1994 an beraten und dessen Putschversuch von 1992 gerechtfertigt hatte.
Ceresole kehrte 1998 anlässlich der Wahl Chávez′ zum Präsidenten nach Venezuela zurück. Auf ein Leserbrief Pynchas Breners, des Oberrabbiners der Unión Israelita, in der Zeitung El Nacional, in dem er Chávez zwei Wochen nach dessen Amtsantritt Demagogie im Stile Hitlers und Stalins unterstellt hatte, antwortete Ceresole mit einem Schreiben, in dem er den Rabbiner wie die jüdische Gemeinde als zionistische Gesandtschaft in Chávez' Land bezeichnete und dem moderaten Chavezvertrauten José Vicente Rangel unterstellte, die „jüdische Option“ gewählt zu haben. Ceresole und die Regierung gerieten aufgrund solcher und anderer Äußerungen zunehmend unter Druck. 1999 stritt José Vicente Rangel einen Einfluss Ceresoles auf die Regierung Chávez ab. Ceresole verließ schließlich auf politischen Druck hin das Land.
1999 veröffentlichte Ceresole zu Ehren von Chávez ein Buch mit dem Titel Caudillo, Ejército, Pueblo. La Venezuela del Comandante Chávez. In Chávez sah er einen mit Perón kongenialen Charakter, dessen linke Ansätze er zwar nicht teilte, von dem er jedoch einen autoritären (wörtlich: „postdemokratischen“) Peronismus erhoffte. Chávez wiederum erwähnte Ceresole lobend in seinem Buch Habla el Comandante. In seiner wöchentlichen Videobotschaft Aló Presidente (Nr. 255 vom 15. Juni 2005) sprach Chávez auch 2006 noch über seine persönliche freundschaftliche Beziehung zu Ceresoles und die Wichtigkeit von dessen Ideen.
Nach 1999 wurde Ceresole Berater von Adolfo Rodríguez Saá und Aldo Rico. Er starb 2003 in Buenos Aires.

## Ideologie
Ceresole wurde zeitlebens von Juan Domingo Perón beeinflusst, mit dem er in Madrid persönlich zusammentraf. In seinen Schriften ordnet er dem Militär in Lateinamerika eine zentrale Schlüsselrolle bei der Lösung der Probleme der Region zu. Er ging so weit, militärischen Auseinandersetzungen eine positive Wirkung auf das kollektive Selbstbild zuzuordnen. Für Südamerika sah er den klassischen Caudillo, die Kombination aus Despotie und Populismus, nicht als Ausdruck von defizitären Strukturen, sondern als angemessenen Ausdruck der südamerikanischen politischen Kultur.
Ilan Stavans zufolge war Ceresole ein nationalistischer Ideologe und Kriegstreiber, der zeitlebens einen Zickzackkurs zwischen verschiedenen rechten und linken Gruppierungen in Argentinien, Peru, Venezuela und Spanien verfolgt habe. Er habe die Nähe der Macht gesucht, nicht ideologischer Prinzipien und habe starke Männer, Caudillos, unterstützt, unabhängig von deren Weltanschauung. In seinen Schriften finde sich zudem Hass gegenüber der liberalen Demokratie, Antizionismus und Holocaustleugnung.

## Schriften (Auszug)
Übersetzungen sind unter anderem in Russisch und Persisch erfolgt.
- Ejército y política nacionalista. Sudestada, Buenos Aires 1968.
- mit Miguel Gazzera: Peronismo: autocrítica y perspectivas. Descartes, Buenos Aires 1970.
- Peronismo. Teoria e historia del socialismo nacional. Centro de Estudios e Investigaciones Sociales (CIES), Buenos Aires 1972.
- als Herausgeber: Perú: Sendero Luminoso, ejército y democracia. Prensa y Ediciones Iberoamericanas, Madrid / Instituto Latinoamericano de Cooperación Tecnológica y Relaciones Internacionales, Buenos Aires 1987.
- 1988. Crisis militar Argentina. Instituto Latinoamericano de Cooperación Tecnológica y Relaciones Internacionales, Buenos Aires 1988.
- Nación y revolución. Argentina, „los años setenta“. Puntosur, Buenos Aires 1988.
- Política de producción para la defensa. Economía de la defensa, industria de la defensa y geopolítica nacional. Instituto Latinoamericano de Cooperación Tecnológica y Relaciones Internacionales, Buenos Aires 1989.
- Tecnología militar y estrategia nacional. Política y economía de la defensa. Fundamentos de un proyecto nacional. Pleamar, Buenos Aires 1991.
- Terrorismo fundamentalista judío. Crisis del „Nuevo orden mundial“. Centro de Estudios Argentina en el Mundo (CEAM), Buenos Aires 1996.
  - andere Ausgabe unter dem Titel Terrorismo fundamentalista judío, nuevos escenarios de conflictos. Libertarias, Madrid 1996.
- El Nacional-judaísmo: un mesianismo post-sionista, Vorwort von Roger Garaudy. Libertarias, Madrid 1997.
- España y los judíos. Expulsión, Inquisición, Holocausto, 1492–1997. Amanecer, Madrid 1997.
- La Falsificación de la Realidad. Libertarias, Madrid 1998.
- La Conquista del Imperio Americano. Instituto de Estudios Hispano-Árabe Al-Andalus, Madrid 1998.
- Caudillo, Ejército, Pueblo. La Venezuela del Comandante Chávez. Instituto de Estudios Hispano-Árabe Al-Andalus, Madrid 1999.
- La cuestión judía en la América del Sur. Los casos de Venezuela y Argentina. Instituto de Estudios Hispano-Árabe Al-Andalus, Madrid 2001.
- Caracas, Buenos Aires, Jerusalén. Tres ensayos geopolíticos. Entropía de la revolución venezolana. Derrota continental en el atlántico sur. Palestina, única víctima del holocausto. Instituto de Estudios Hispano-Árabe Al-Andalus, Madrid 2001.